# Шахта «Сніжнянська»
ДП Шахта «Сніжнянська». Входила до ВО «Сніжнеантрацит». Розташована у місті Сніжне Донецької області.
Фактичний видобуток 1012/360 т/добу (1990/1999).
Максимальна глибина 433/480 м (1990/1999). Протяжність підземних виробок 56/47 км (1990/1999). У 1990—1999 розробляла пласти h6, h6' та h3' потужністю 0,5-1,3 м, кути падіння 4-5о. Кількість очисних вибоїв 4/4, підготовчих 11/9 (1990/1999).
Кількість працюючих: 1424/925 чол., в тому числі підземних 903/539 чол. (1990/1999).
Адреса: 86500, вул. Міліцейська, м. Сніжне, Донецької обл.